# Póvoa de Santo Adrião
Póvoa de Santo Adrião is een freguesia in de Portugese gemeente Odivelas en telt 14.704 inwoners (2001).